# Княжицька сільська рада (Броварський район)
Княжицька сільська рада — орган місцевого самоврядування у Броварському районі Київської області з адміністративним центром у с. Княжичі.

## Загальні відомості
Історична дата утворення: в 1919 році.
Загальна площа землі в адмінмежах Княжицької сільської ради — 3669,3 га.
Адреса сільської ради: 07455, Київська обл., Броварський р-н, с. Княжичі, вул. Слави, 9.

## Населені пункти
Сільській раді підпорядковані населені пункти:
- с. Княжичі

## Склад ради
Рада складається з 30 депутатів та голови.

### Керівний склад ради
| ПІБ                      | Основні відомості                                                  | Дата обрання | Дата звільнення |
| ------------------------ | ------------------------------------------------------------------ | ------------ | --------------- |
| Касьян Ольга Іванівна    | Сільський голова, 1953 року народження, освіта, позапартійна       | 26.03.2006   | 31.10.2010      |
| Касьян Ольга Іванівна    | Сільський голова, 1953 року народження, освіта вища, позапартійна  | 31.10.2010   | 26.10.2015      |
| Петренко Віктор Іванович | Сільський голова, 1964 року народження, освіта вища, позапартійний | 26.10.2015   |                 |

Примітка: таблиця складена за даними джерела